# Lot Feniksa
Lot Feniksa (ang. Flight of the Phoenix) – amerykański film przygodowy z 2004, będący remakiem filmu Start Feniksa (1965).

## Opis fabuły
Doświadczony pilot samolotu dostawczego Frank Towns (Dennis Quaid) i jego współpracownik A.J. (Tyrese Gibson) ewakuują załogę szybu naftowego. Wkrótce po starcie samolot wpada w gwałtowne turbulencje w wyniku burzy piaskowej i rozbija się na pustyni Gobi. Samolot jest doszczętnie rozbity, zapasy wody i jedzenia szybko się kurczą, a jedenastu ocalałych pasażerów uświadamia sobie, że nie mają co liczyć na ratunek. Tajemniczy ekscentryk o imieniu Elliott (Giovanni Ribisi) sugeruje, by wykorzystując części wydobyte z wraku zbudować nową maszynę, którą nazwą „Feniksem” (ponieważ odrodzi się tak jak mityczny stwór). Na przekór wszystkiemu, wbrew zdrowemu rozsądkowi i pokonując własne animozje, rozbitkowie podejmują się tego na pozór beznadziejnego zadania…

## Obsada
- Dennis Quaid – Frank Towns
- Tyrese Gibson – A.J.
- Giovanni Ribisi – Elliott
- Miranda Otto – Kelly
- Tony Curran – Rodney
- Sticky Fingaz – Jeremy
- Jacob Vargas – Sammi
- Hugh Laurie – Ian
- Scott Michael Campbell – Liddle
- Kevork Malikyan – Rady
- Jared Padalecki – Davis
- Paul Ditchfield – doktor
- Bob Brown – Kyle
- Anthony Wong – przemytnik #1
- Yi-ding Wang – przemytnik #2
- Kee-yick Cheng – przemytnik #3
- Vernon Lehmann – przemytnik #4
- Martin Hindy – Newman
- Jim Lau - (głos)
- Vernon Lehmann - Przemytnik
- Derek Barton - (głos)

## Ścieżka dźwiękowa
1. „A Moment in Time (Intro)” – autor i wykonawca Christopher Ward
2. „I've Been Everywhere” – autor Geoff Mack, wykonawca Johnny Cash
3. „Night Train” – autorzy Jimmy Forrest, Oscar Washington, Lewis Simpkins, wykonawca James Brown
4. „Gimme Some Lovin’” – autorzy Stevie Winwood (jako Steve Winwood), Muff Winwood i Spencer Davis, wykonawca Stevie Winwood (jako Steve Winwood), remix Ryan Freeland
5. „Hey Ya” – autor André Benjamin, wykonawca Outkast
6. „Angel” – autorzy Robert del Naja, Grantley Marshall, Andrew Vowles i Horace Hinds, wykonawca Massive Attack